# 赵善
赵善（?—?），字僧庆，南北朝西魏大臣，天水南安（今甘肃天水）人，赵贵的堂兄。

## 生平
赵善少年好学，涉论经史。跟随尔朱天光，担任大行台，雍州刺史。依附贺拔岳，投靠宇文泰，平定侯莫陈悦，任都官尚书，尚书仆射，封襄城县公。性情随和，被宇文泰敬重。后来被东魏俘虏，在东魏死去，谥号敬。

## 延伸阅读
[在维基数据编辑]
 《周書·卷34》，出自令狐德棻《周書》